# Cow (Film)
Cow ist ein Dokumentarfilm der Filmemacherin Andrea Arnold, welcher das gesamte Leben einer Milchkuh zeigt.
Der Film feierte seine Premiere am 8. Juli 2021 bei den Internationalen Filmfestspiele von Cannes 2021.

## Handlung
Der Film zeigt das Leben der Milchkuh Luma auf einem Bauernhof für Milchkühe. Beginnend mit der Geburt eines Kalbs werden verschiedene Aspekte des Lebens von Luma aus ihrer Perspektive gezeigt. Dazu gehört die Fütterung, das Melken, die Begattung, der Hufbeschnitt, der Freilauf und die Tötung.

## Produktion
Die beteiligten Produktionsfirmen sind BBC Film, Doc Society und Halcyon Pictures.
Der Film wurde auf dem Milchbauernhof Park Farm in Kent über einen Zeitraum von vier Jahren gedreht. Dabei merkte Andrea Arnold schnell, dass es sehr wichtig sei, mit der Kamera nah am Kopf und den Augen der Kuh zu sein, um die Emotionen einfangen zu können. Es wurde versucht aufrichtig gegenüber den Tieren zu sein und auch negative Emotionen aufzunehmen. Einmal gab die Kuh Luma der Kamera eine Kopfnuss. Außerdem wollte Andrea Arnold einen Ausgleich zwischen besonderen und alltäglichen Momenten zeigen, wobei ihr auch wichtig war zu zeigen, dass besondere Momente, wie eine Geburt, sehr reguliert sind. Die Radiomusik, welche in den Kuhställen spielt, wurde im Film übernommen. Das Feuerwerk, welches bei der Begattung von Luma zu sehen ist, fand tatsächlich statt.
Seine Premiere feierte der Film am 8. Juli 2021 bei den Internationalen Filmfestspiele von Cannes 2021. Der Film erschien dann zunächst am 14. Januar 2022 im Vereinigten Königreich. In Deutschland erschien er am 11. Februar 2022 bei Mubi (Streamingdienst).

## Rezeption

### Kritiken
Bei Rotten Tomatoes hat der Film eine Zustimmungsrate von 90 Prozent. Zusammenfassend soll der Film einen emotionalen Einblick in das Leben eines Nutztiers geben, was beim Zuschauen ein Überdenken des eigenen Verhältnisses zum Essen provoziere.

### Auszeichnungen
British Academy Film Awards 2022
- Nominierung für beste Dokumentation[7]

L'Oeil d'or 2021 (Internationale Filmfestspiele von Cannes 2021)
- Nominierung für beste Dokumentation[8]

London Film Festival 2021
- Nominierung für den Grierson Award als beste Dokumentation[9]

British Independent Film Awards 2021
- Nominierung für bester Dokumentarfilm[10]